# Kristianstad Arena
Kristianstad Arena je naziv za višenamjensku dvoranu s pratećim sadržajima, predviđenu za održavanje sportskih, kulturnih, poslovnih i zabavnih manifestacija. Smještena je u švedskom gradu Kristianstad južno od gradskog centra. 
Prvi radovi započeti su 26. veljače 2009. godine a 29. rujna 2010. radovi su završeni. Svečana inauguracija obavljena je 15. listopada 2010. godine.
Maksimalan kapacitet dvorane je 5 500 posjetitelja na koncertima i 5 000 posjetitelja pri sportskim manifestacijama.
Kristianstad Arena je bila domaćin SP u rukometu 2011. godine.

## Vanjske poveznice
- Službene stranice